# インギロイ人
インギロイ人（ジョージア語: ინგილოები、インギロイじん、アゼルバイジャン語: İngiloylar、英語: Ingiloy people）とは、主にアゼルバイジャンやロシアに定住するジョージア人の一派である。

## 概要
インギロイ人はグルジア語で「インギロイ人の国」という意味を持つサインギロ（現在はアゼルバイジャン領ザカタラ地区）の先住民である。インギロイ人はサインギロと共に歴史的にヘレティ王国やカフカス・アルバニア王国を経て、5世紀頃、ジョージア人に同化したとされる。